# یواس‌اس برک (دی‌دی-۲۸۳)
یواس‌اس برک (دی‌دی-۲۸۳) (به انگلیسی: USS Breck (DD-283)) یک کشتی بود که طول آن ۹۵٫۸۱ متر (۳۱۴٫۳ فوت) بود. این کشتی در سال ۱۹۱۹ ساخته شد.